# Chalopenitjy
Chalopenitjy (vitryska: Халопенічы) är en köping i Vitryssland.   Den ligger i voblasten Minsks voblast, i den norra delen av landet, 110 km nordost om huvudstaden Horad Mіnsk. Chalopenitjy ligger 186 meter över havet och antalet invånare är 1 385.

## Natur
Terrängen runt Chalopenitjy är platt. Trakten är glest befolkad. Det finns inga andra samhällen i närheten.